# Veyras, Ardèche

Veyras este o comună în departamentul Ardèche din sud-estul Franței. În 1 ianuarie 2022 avea o populație de 1.504 de locuitori.